# Tephrina averyi
Tephrina averyi är en fjärilsart som beskrevs av Pierre E.L. Viette 1980. Tephrina averyi ingår i släktet Tephrina och familjen mätare. Inga underarter finns listade i Catalogue of Life.